# BanG Dream!
Bang Dream! (яп. バンドリ Бан дори) — музыкальная медиафраншиза компании Bushiroad, создаваемая с 2015 года. В неё входят несколько музыкальных групп, регулярно дающих живые концерты, аниме, манга, коллекционные карточные игры, а также ритм-игра для смартфонов, вышедшая в 2017 году.

## Сюжет
Однажды девушка по имени Касуми Тояма заходит в ломбард, которым владеет её одноклассница, и видит там странную гитару в форме звезды. Это наталкивает её на идею создать музыкальную группу, членами которой неохотно становятся её одноклассницы. Преодолевая многие препятствия и решая некоторые из своих личных проблем, Касуми в конце концов находит мечту, которую она искала.

## Персонажи

### Poppin'Party
Касуми Тояма (яп.  戸山 香澄  Тояма Касуми) — главная героиня, вокалистка и гитаристка группы Poppin' Party. Играет на гитаре Random Star, обладает чрезвычайно энергичным характером.
Сэйю: Айми
Таэ Ханадзоно (яп.  花園 たえ  Таэ Ханадзоно) — гитаристка Poppin' Party, обучившая Касуми основам игры на гитаре, обожает кроликов.
Сэйю: Оцука Саэ
Рими Усигомэ (яп.  牛込 りみ  Рими Усигомэ) — чрезвычайно стеснительная девушка, играющая на розовой бас-гитаре VIPER BASS Rimi ESP.
Сэйю: Нисимото Рими
Сая Ямабуки (яп.  山吹 沙綾  Сая Ямабуки) — барабанщица. Также подрабатывает в пекарне.
Сэйю: Охаси Аяка
Ариса Итигая (яп. 市ヶ谷 有咲  Ариса Итигая) — клавишница. Живёт с бабушкой, владеющей ломбардом, в котором Касуми купила свою гитару.
Сэйю: Ито Аяса

### Pastel*Palettes / Idol Band
Идол-группа, которая была сформирована в «Idol Band» как трюк агентства талантов. В конечном итоге им было разрешено исполнять свою собственную музыку, и в результате они стали популярными по своей оригинальности.
Маруяма Айя (яп. 丸山 彩 Маруяма Айя) — лидер и вокалистка группы, довольно чувствительная и неуверенная в себе девушка.
Сэйю: Маэсима Ами
Вакамия Ив (яп. 若宮 イヴ Вакамия Иву) — клавишница Pastel*Palettes, приехавшая из Норвегии. Увлекается самурайской культурой и постоянно повторяет фразу «бушидо».
Сэйю: Хата Савако
Шисараги Чисато (яп.白鷺 千聖 Сирасаги Тисато) — басистка группы Pastel*Palettes, в прошлом известная актриса TV, метила на место лидера группы.
Сэйю: Уэсака Сумирэ
Ямато Майя (яп. 大和 麻弥 Ямато Майя) — барабанщица Pastel*Palettes, которая изначально должна была просто заменить основную барабанщицу, подобранную агентством на время.
Сэйю: Накагами Икуми
Хикава Хина (яп. 氷川 日菜 Хикава Хина) — гитаристка группы Pastel*Palettes. Сестра-близнец Хикавы Сайо. Довольно прямолинейна.
Сэйю: Одзава Ари

### Roselia
Популярная готическая рок-группа, которая известна на почти профессиональном уровне и бросается в глаза музыкальной индустрии. Их название — комбинация «роза» и «камелия».
Минато Юкина (яп. 湊 友希那 Минато Юкина)  — основательница, лидер и вокалистка группы, обладающая сильным голосом. Профессионально занимается вокалом, бывает груба с людьми, стремится доказать себе и своему отцу, что она профессионалка.
Сэйю: Аиба Айна
Хикава Сайо (яп. 氷川 紗夜 Хикава Саё)  — гитаристка Roselia, ушла из своей предыдущей группы со скандалом из-за того, что они не хотели работать на её уровне. Присоединилась к Минато Юкине после того, как услышала её пение. Сестра-близнец Хикавы Хины. Часто бывает груба с людьми и, в частности, со своей сестрой, из-за того, что той все даётся слишком легко.
Сэйю: Кудо Харука
Удогава Ако (яп.宇田川 あこ Угадава Ако) — барабанщица Roselia с веселым нравом, увлекается оккультной культурой и часто находится в образе "демона". Любит играть в видеоигры. Сестра Удагавы Томоэ и близкая подруга Широкане Ринко.
Сэйю: Сакурагава Мэгу
Широкане Ринко (яп. 白金 燐子 Сироканэ Ринко) — клавишница группы, очень стеснительная девушка, имеющая проблемы с общением и тихий голос. Подруга Удагавы Ако.
Сэйю: Канон Сидзаки, Сатоми Акэсака (до сентября 2018)
Имаи Лиса (яп. 今井 リサ Имаи Риса) — басистка Roselia, подруга детства Минато Юкины, очень веселая и дружелюбная, поддерживает всех членов группы и сглаживает конфликты между ними.
Сэйю: Юки Накасима, Юрика Эндо (до июня 2018)

### Hello, Happy World!
Проект созданный Кокоро Цурумаки, чтобы добиться своей мечты заставить людей улыбаться по всему миру. Группа пользуется популярностью у детей, и они часто выступают в дошкольных учреждениях, однако их музыка привлекательна во всех возрастных диапазонах.
Кокоро Цурумаки (яп. 弦巻 こころ Цурумаки Кокоро) — лидер группы, девушка из очень богатой семьи, но не кичится своим богатством. Всегда находится в веселом настроении.
Сэйю: Мику Ито
Мисаки Окусава (яп. 奥沢 美咲 Окусава Мисаки) — DJ в Hello, Happy World!, выступает в костюме Мишель  — плюшевого медведя. Хагуми Китазава, Кокоро Цурумаки и Каору Сёта считают, что Мишель  — настоящий медведь, из-за чего та считает их глупцами.
Сэйю: Томоё Куросава
Каору Сёта (яп. 瀬田 薫 Сёта Каору)  — гитаристка группы, очень популярна в школе из-за своего образа принца. Часто зовет остальных девушек "котятками". Подруга детства Шисораги Чисато.
Сэйю: Адзуса Тадокоро
Хагуми Китазава (яп. 北沢 はぐみ Китазава Хагуми) — басистка Hello, Happy World!, также очень жизнерадостна, хотя имеет проблемы в семье. Ее семья владеет мясной лавкой. Старается поддерживать всех членов группы.
Сэйю: Ёсида Юри
Канон Мацубара (яп. 松原 花音 Мацубара Канон) — барабанщица группы. Она очень неуклюжа, легко может стать подавленной и плохо ориентируется в пространстве. 
Сэйю: Моэ Тоёта

### Afterglow
Группа образована Уэхарой Химари вместе с её подругами детства.
Митаке Ран(яп.美竹 蘭 Митаке Ран)-
Вокалист и ритм-гитарист группы. Считает себя соперницей с Юкиной Минато. Единственный ребенок мастеров школы флористики, которая была основана более 100 лет назад и которой в настоящее время владеет её отец.
Сэйю: Сакура Аянэ
Аоба Мока (яп. 青葉 モカ Аоба Мока)-
Ведущая гитаристка группы Afterglow. Она всегда сонная, говорит медленным, монотонным голосом, но на удивление бывает хитра. Любит есть хлеб из пекарни Ямабуки.
Сэйю: Мисава Сатика
Уэхара Химари (яп. 上原 ひまり Уэхара Химари)- 
Басистка группы Afterglow. Она огромная поклонница Сёты Каору.Химари веселая, добродушная, и является координатором группы. Она слаба к слезоточивым и сентиментальным эпизодам и довольно романтична.
Сэйю: Като Эмири
Удагава Томоэ (яп. 宇田川 巴 Угадава Томоэ)-
Барабанщица Afterglow. Она старшая сестра Удагавы Ако. Она знакома со взрослыми, которые работают в торговом районе, и часто посещает фестивали своего родного города, чтобы играть на барабане тайко.
Сэйю: Хикаса Ёко
Хазава Цугуми (яп. 羽沢 つぐみ Хазава Цугуми)-
Клавишница Afterglow. Она президент студенческого совета в школе. Друзья часто называют ее «Цугу». Её семья владеет собственным кафе.
Сэйю: Канэмото Хисако

### Raise A Suilen
Группа образована Тамадой Тию с целью превзойти Roselia.
Тамадэ Чию (яп.  珠手 ちゆ Тамаде Тию)- Продюсер и диджей группы. Из-за ее отличных оценок она была переведена на класс выше своего возраста. Очень богата и живет в пентхаусе. Выступает под псевдонимом CHU² (Чу-Чу).
Сэйю: Цумуги Риса.
Ньюбара Реона (яп.  鳰原 令王那 Ньюбара Реона) - клавишница.Она обожает Чию и сказала, что глубоко восхищается ею, потому что именно Чию «вытащила ее из тьмы» Выступает под псевдонимом PAREO (Парео).
Сэйю: Курати Рео.
Сато Масуки (яп. 佐藤 ますき Сато Масуки) - барабанщица. Ее страстное желание стать такой же, как и отец, заставило ее начать играть ее на барабанах. Очень любит готовить. Выступает под псевдонимом MASKING (Маскинг).
Сэйю: Нацумэ.
Вакана Рей (яп.  和奏 レイ Вакана Рей)- вокалистка и басистка.Рей - спокойная и зрелая девушка. Из-за этого у нее есть тенденция держаться на определенной дистанции от других. Выступает под псевдонимом LAYER (Лэйер).
Сэйю: Raychell.
Асахи Рокка (яп.  朝日 六花 Асахи Рокка) - гитаристка. Рокка - добрая и трудолюбивая девушка. Несмотря на то, что она говорит с заиканием и обладает застенчивым характером, она сильна духом, и она легко не сдается. Выступает под псевдонимом LOCK (Лок).
Сэйю: Кохара Рико.

### Morfonica
Группа, образованная Цукуши Футабой в Академии Цукиномори, которая славится своим музыкальным клубом.
Курата Маширо (倉田ましろ Курата Масиро) - Вокалистка Morfonica. Маширо – тихая, застенчивая и сдержанная девушка. Несмотря на то, что она претендовала на поступление в Женскую академию «Цукиномори» и смогла попасть туда, она была поражена талантливыми личностями, окружавшими её. Она также пишет тексты для их песен.
Сэйю: Синдо Аманэ
Киригая Токо (桐ヶ谷 透子 Киригая Токо)– Гитаристка Morfonica. Она занимается костюмами группы и, как и Лиса, следует гяру-моде. Токо – популярная девушка, которая собирает вокруг себя людей как в школе, так и в социальных сетях, где она носит никнейм TOKO и известна как популярный и влиятельный человек.
Сэйю: Сугута Хина
Хиромачи Нанами (広町 七深 Хиромачи Нанами)– Басистка Morfonica. Она разрабатывает дизайн постеров группы. Её мать – художница, а отец – скульптор. Её родители известны не только своими художественными талантами, но и причудливостью и странностью, в результате чего Нанами не хочет, чтобы с ними общались другие.
Сэйю: Нишио Юка
Футаба Цукуши (二葉 つくし Футаба Тсукуши)– Лидер и барабанщица Morfonica.Цукуши живет с родителями и двумя младшими сестрами. Её отец управляет и руководит различными пищевыми предприятиями, одним из которых является кафе на фуд-корте местного торгового центра.
Сэйю: Мика
Яшио Руи (八潮 瑠唯 Ясио Руи)– Скрипачка и композитор Morfonica. Руи является членом студенческого совета Женской академии «Цукиномори». Сначала она наблюдала за репетициями группы Morfonica только потому, что им нужен был кто-то из студенческого совета, чтобы следить за их деятельностью, прежде чем другим девушкам удалось убедить ее присоединиться к группе.
Сэйю: Аяса

### Второстепенные персонажи
Сифуна Цудзуки (яп.  都築詩船  Сифуна Цудзуки) —
Владелица CiRCLE.
Сэйю: Мами Кояма
Ририко Мадзи (яп.  真次璃々子  Ририко Мадзи) —
Бывшая работница SPACE.
Сэйю: Юко Гибу
Тояма Асука' (яп.  戸山明日香  Тояма Асука) — сестра Тоямы Касуми.
Сэйю: Юка Одзаки
Юри Усигомэ (яп.  牛込ゆり  Юри Усигомэ) — сестра Усигомэ Рими и вокалистка группы Glitter*Green.
Сэйю: Судзуко Мимори

## Медиа

### Манга
Манга под названием Bang Dream!: Star Beat, написанная Аей Исидой, начала публиковаться в Bushiroad ежемесячно в январе 2015 г. Вторая серия манги от Мами Касивабары начала публиковаться в 2016 году, в Monthly Bushiroad.

### Игра
16 марта 2017 года была создана мобильная игра для iOS и Android под названием BanG Dream! Girls Band Party! (バ ン ド リ! ガ ー ル ズ バ ン ド パ ー テ ィ! BanDori! Gārusu Bando Pāti!). Игра разработана Craft Egg и издана игровым подразделением Bushiroad Bushimo. Основная история игры ставит игроков в роли самозваного работника в живом доме CiRCLE, который помогает Poppin 'Party в наборе девушек для участия в мероприятии. В игре также есть несколько оригинальных историй для отдельных групп, большинство из которых исследуют предысторию групп и их участников.
Английская версия была выпущена 4 апреля 2018 года.

### Аниме
Bang Dream, это проект микс-медиа с участием анимационных музыкальных клипов, комиксов, релизов песен, и многое другое. Более того, голос отданных за героев BANG Dream! также проводится в режиме реального с живыми выступлениями как группа девочек, «Poppin’Party».
Адаптация аниме была создана студиями OLM, Inc. и Xebec. Режиссёром проекта стал Оцуки Ацуси, за сценарий села Аяна Юнико, а музыкальные партии написали Фудзита Дзюмпэй и Агэмацу Нориясу. Начало трансляции на канале Tokyo MX 21 января 2017 года. Позже был анонсирован оригинальный эпизод видеороликов, который был выпущен 22 ноября 2017 года на 7-м томе BD/DVD.
12 апреля 2018 года, в Твиттере франчайза BanG Dream! появился анонс сиквела — продолжение сразу второго и третьего сезона стартуют в январе и октябре 2019 года. Также стало известно о том, что выйдет спинофф «Pastel Life», но дата премьеры пока не называется. Данный сериал относится к жанру историй о школьных поп-группах.

#### Список серий
| 1 | Мы встретились! «Deatchatta!» (出会っちゃった！)                     | 21 января, 2017  |
| Касуми начинает свою жизнь на Ханасакигава-Хай. Услышав выступление группы "Glitter Green", она решает сформировать свою собственную группу. |                                                                      |                  |
| 2 | У нас получилось! «Yatchatta!» (やっちゃった！)                      | 28 января, 2017  |
| Касуми всё так же намерена сформировать группу, и она начинает спрашивать своих друзей. Однако Ариса настаивает на том, чтобы не присоединяться, и выставляет звездную гитару на продажу. Касуми заканчивает тем, что случайно разбивает гитару, оставив ее убитой горем. |                                                                      |                  |
| 3 | Я ушла! «Nige chatta!» (逃げちゃった！)                              | 4 февраля, 2017  |
| Рими неохотно присоединяется к группе Касуми из-за ее социальной тревоги. Группа "Glitter Green" опаздывает на работу, заставляя Касуми выйти на сцену и выиграть время, напевая песню Twinkle, Twinkle, Little Star. |                                                                      |                  |
| 4 | Я разозлилась! «Okotchatta!» (怒っちゃった！)                        | 11 февраля, 2017 |
| Касуми начинает пропускать репетиции с Рими и Арисой, чтобы получать частные уроки игры на гитаре от Таэ, вызвав зависть от Арисы. Понимая, что Ариса расстроена, Касуми начинает приглашать Таэ в дом Арисы. |                                                                      |                  |
| 5 | Мое сердце колотилось! «Dokidoki shi chatta!» (ドキドキしちゃった！) | 18 февраля, 2017 |
| Тренер Касуми бросила вызов Таэ, чтобы нанести удар, который заставит ее сердце трепетать. Рими показывает другим песню о шоколадных кубиках, которые она когда-то писала со своей сестрой, и они начинают репетировать её со случайным помощником Таэ. |                                                                      |                  |
| 6 | У меня получилось! «Tsukutchatta!» (作っちゃった！)                  | 25 февраля, 2017 |
| Касуми является президентом комитета по планированию культурного фестиваля школы и назначает Саю в качестве вице-президента. Ариса пытается придумать имя для своей группы и, в конце концов, придумывает необычное название "Poppin' Party", а Сая сталкивается с одной из ее старых знакомых по группе, Нацуки. |                                                                      |                  |
| 7 | Мы сражались! «Kenka shi chatta!» (ケンカしちゃった！)               | 4 марта, 2017    |
| Сая, как выяснилось, покинула свою старую группу, когда ее мать попала в больницу перед дебютом. "Poppin' Party" узнают о прошлом Саи, когда они встретились с Нацуки, а Касуми пытается убедить Саю присоединиться к её группе. Сая отказывается, не желая пренебрегать своей семьей. |                                                                      |                  |
| 8 | Я бежала! «Hashitchatta!» (走っちゃった！)                           | 11 марта, 2017   |
| Культурный фестиваль продолжается, и "Poppin' Party" готовятся к выступлению без Саи. Мать Саи находится в больнице, а Сая непреклонна в том, чтобы оставаться рядом с ней, однако она настаивает, чтобы её дочь пошла на фестиваль, когда они видят, как она плачет над словами новой песни от "Poppin' Party", оставленной ей в записке от Касуми. Она приходит как раз вовремя и работает со всеми остальными.                                                                |                                                                      |                  |
| 9 | Я работала! «Baito shi chatta!» (バイトしちゃった！)                 | 25 марта, 2017   |
| Сая покупает новый набор ударных, в то время как Касуми покупает педаль Дисторшн. Участники Poppin 'Party получают неполную работу в течение дня в жилом доме SPACE чтобы получить опыт, прежде чем пытаться слушать владельца. Он не может произвести на неё впечатление, и владелец сообщает Party Poppin, что SPACE скоро закрывается. |                                                                      |                  |
| 10 | Я удивилась! «Odoroi chatta!» (驚いちゃった！)                       | 1 апреля, 2017   |
| 11 | Я больше не могу петь «Utaenaku natchatta» (歌えなくなっちゃった)    | 8 апреля, 2017   |
| Касуми подавлена тем, что произошло, и пытается восстановить ее потерянный голос, в то время как остальные участники Party Poppin соглашаются практиковаться без нее, пока она не восстановится. Она признается Юрии и Аске, что она теряет голос, потому что она чувствует стресс и переутомление в своей практике, так как она знает, что она самый слабый и наименее опытный член группы. Другие участники группы помогают ей преодолевать её проблемы и возвращают ей голос. |                                                                      |                  |
| 12 | Я сверкала?! «Kirakira shi chatta!» (キラキラしちゃった！)           | 15 апреля, 2017  |
| Party Poppin готовится к их окончательному шансу произвести впечатление на владельца. |                                                                      |                  |
| 13 | Мы пели! «Utatchatta!» (歌っちゃった！)                              | 22 апреля, 2017  |
| По мере того как школьный семестр подходит к концу, так же, как и SPACE, так как Касуми и участники готовятся к первому живому концерту для закрытия SPACE. |                                                                      |                  |
| OVA | Нам было весело! «Ason jatta!» (遊んじゃった！)                      |                  |